# Bourthes
Bourthes est une commune française située dans le département du Pas-de-Calais en région Hauts-de-France. Ses habitants, au nombre de 851 au recensement de 2022, sont appelés les Bourthois. La commune est membre de la communauté de communes du Haut Pays du Montreuillois.

## Géographie

### Localisation
Localisée dans le centre-ouest du département du Pas-de-Calais, Bourthes est une commune située, à vol d'oiseau, à 8 km au sud-est de la commune de Desvres et à 20 km au nord-est de la commune de Montreuil-sur-Mer (chef-lieu d'arrondissement).
Le territoire de la commune est limitrophe de ceux de dix communes.
Les communes limitrophes sont Bécourt, Bezinghem, Campagne-lès-Boulonnais, Ergny, Hucqueliers, Ledinghem, Preures, Senlecques, Wicquinghem et Zoteux.

### Géologie et relief
La superficie de la commune est de 22,33 km2 ; son altitude varie de 112  à   183 m.

### Hydrographie
Le territoire de la commune est situé dans le bassin Artois-Picardie.
C'est dans la commune que le fleuve l'Aa, d'une longueur de 56 km, prend sa source et se jette dans le canal de Neufossé au niveau de la commune de Saint-Omer. Un petit cours d'eau draine également le territoire : le Catelet, d'une longueur de 2,44 km

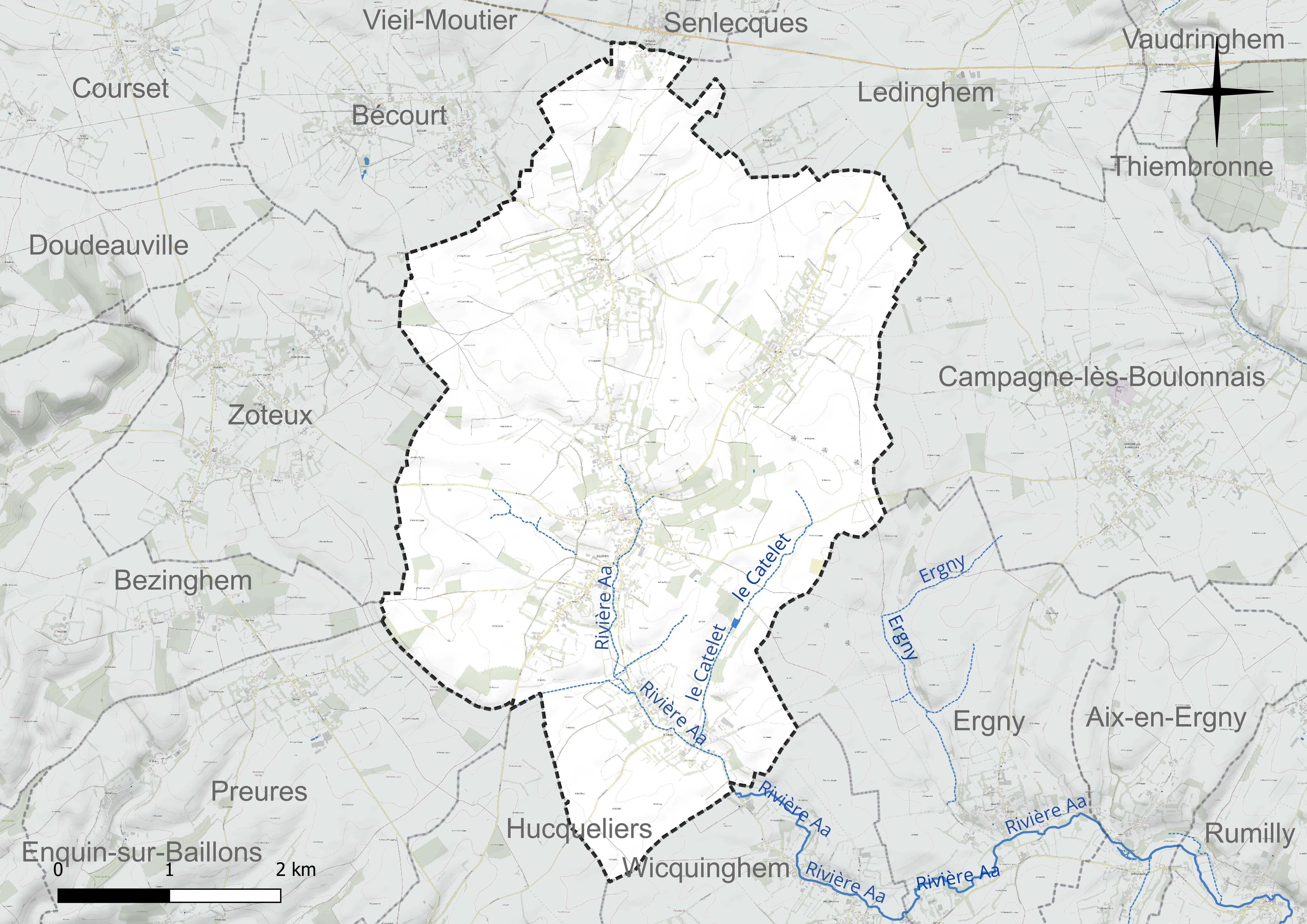
Réseau hydrographique de Bourthes.

### Climat
Pour des articles plus généraux, voir Climat des Hauts-de-France et Climat du Pas-de-Calais.
En 2010, le climat de la commune est de type climat océanique franc, selon une étude du CNRS s'appuyant sur une série de données couvrant la période 1971-2000. En 2020, Météo-France publie une typologie des climats de la France métropolitaine dans laquelle la commune est exposée à un climat océanique et est dans la région climatique Côtes de la Manche orientale, caractérisée par un faible ensoleillement (1 550 h/an) ; forte humidité de l’air (plus de 20 h/jour avec humidité relative > 80 % en hiver), vents forts fréquents.
Pour la période 1971-2000, la température annuelle moyenne est de 10,1 °C, avec une amplitude thermique annuelle de 13,6 °C. Le cumul annuel moyen de précipitations est de 966 mm, avec 12,5 jours de précipitations en janvier et 8,7 jours en juillet. Pour la période 1991-2020, la température moyenne annuelle observée sur la station météorologique la plus proche, située sur la commune de Nielles-lès-Bléquin à 10 km à vol d'oiseau, est de 10,6 °C et le cumul annuel moyen de précipitations est de 976,9 mm,. Pour l'avenir, les paramètres climatiques de la commune estimés pour 2050 selon différents scénarios d'émission de gaz à effet de serre sont consultables sur un site dédié publié par Météo-France en novembre 2022.

### Paysages
Pour un article plus général, voir Paysage en France.
La commune s'inscrit dans les « paysages des hauts plateaux artésiens » tels qu'ils sont définis dans l'atlas de paysages de la région Nord-Pas-de-Calais, conçu par la direction régionale de l'Environnement, de l'Aménagement et du Logement (DREAL),.
Les « paysages des hauts plateaux artésiens », qui concernent 77 communes du Pas-de-Calais, se situent à l'extrémité ouest des collines de l'Artois qui traversent le Pas-de-Calais d'Arras au Boulonnais. L'altitude de ces paysages dépassent les 180 mètres. Ces dimensions sont modestes, d'une quinzaine de kilomètres du sud-est au nord-ouest et d'une vingtaine de kilomètres dans sa dimension la plus grande.
Les « paysages des hauts plateaux artésiens », appelés aussi « Haut Artois », se caractérisent par trois ensembles écopaysagers : 
- l'ensemble mésophile ouvert du plateau artésien calcaire ;
- l'ensemble alluvial des fonds de vallée de la Lys et de l'Aa ;
- l'ensemble calcicole des versants calcaires des vallées[13].

Le « Haut Artois » dispose d'une importante densité de corridors biologiques bien interconnectés.
Dans le « Haut Artois », pas de villes, c'est une des rares terres rurales de la région, les communes les plus importantes sont, du nord au sud, Lumbres, Fauquembergues et Fruges. Le « Haut Artois », drainé par l'Aa et la Lys, constitue le sommet de l'anticlinal artésien, paysage ventée, froid et aux précipitations importantes qui en font le château d'eau régional.
Leș cultures représentent 59,66 % des sols, les prairies 29,96 %, les forêts et milieux semi-naturels de 6,81 %, les espaces artificialisés 6,09 % avec les communes principales de Lumbres, Fruges et Fauquembergues, les espaces industriels 0.41 % et les cours d'eau et plans d'eau 0.08 %.

### Milieux naturels et biodiversité

#### Zone naturelle d'intérêt écologique, faunistique et floristique
L’inventaire des zones naturelles d'intérêt écologique, faunistique et floristique (ZNIEFF) a pour objectif de réaliser une couverture des zones les plus intéressantes sur le plan écologique, essentiellement dans la perspective d’améliorer la connaissance du patrimoine naturel national et de fournir aux différents décideurs un outil d’aide à la prise en compte de l’environnement dans l’aménagement du territoire.
Le territoire communal comprend une ZNIEFF de type 2 : la haute vallée de l’Aa et ses versants en amont de Remilly-Wirquin. La haute vallée de l’Aa se rattache à l’entité paysagère des hauts plateaux artésiens, elle intègre la source de ce fleuve côtier situé à Bourthes et les premiers kilomètres de ce cours d’eau qui trace un sillon profond dans les collines de l'Artois.

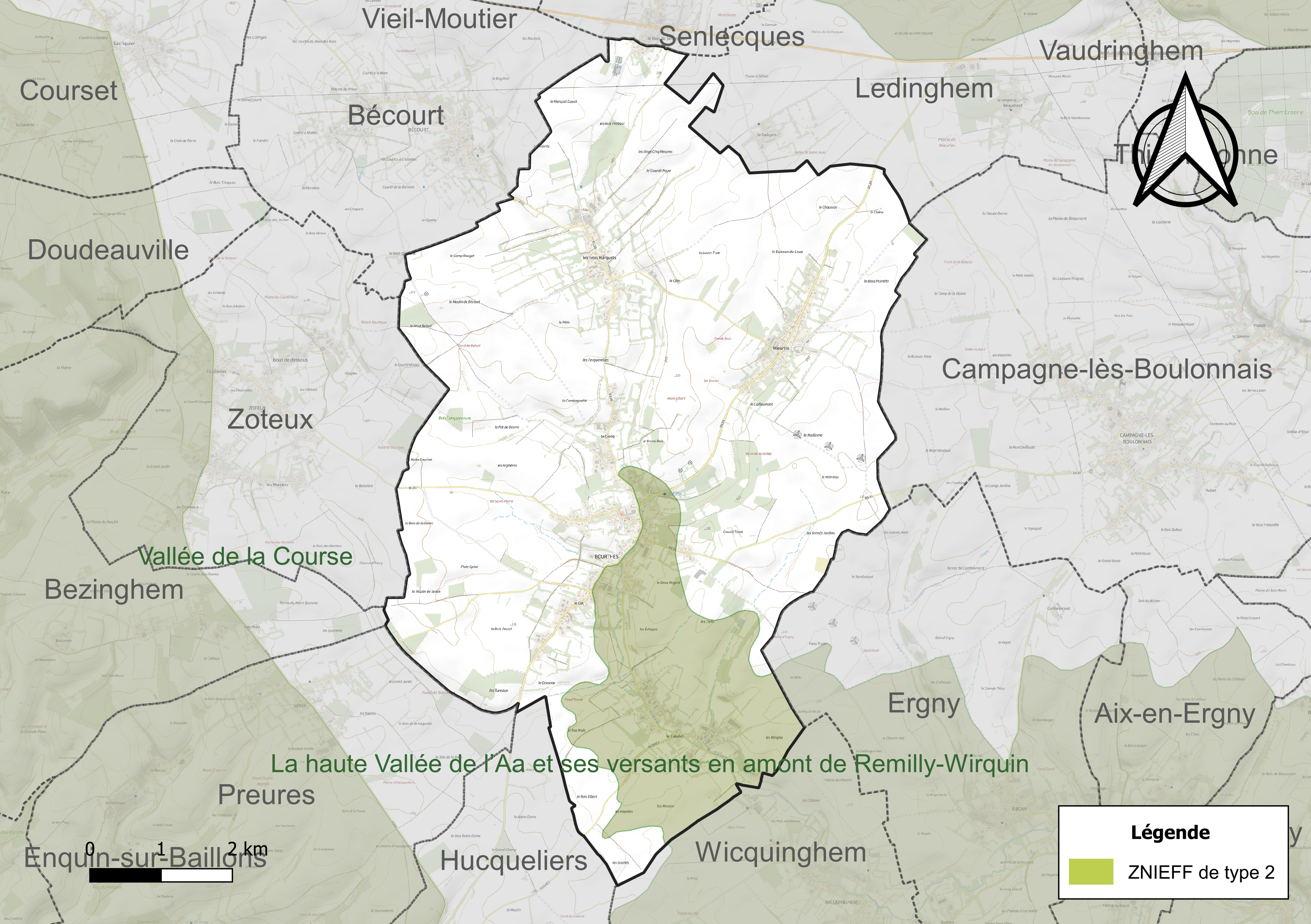
Carte de la ZNIEFF sur la commune.

#### Inventaire national du patrimoine géologique
Sur le territoire de la commune se trouvent les affleurements de nappe dans l'Artois à l'origine de l'Aa, de la Canche, de la Scarpe qui sont inscrits à l'inventaire national du patrimoine géologique. Les sources sont identifiables par la présence de zones humides.

## Urbanisme

### Typologie
Au 1er janvier 2024, Bourthes est catégorisée commune rurale à habitat dispersé, selon la nouvelle grille communale de densité à sept niveaux définie par l'Insee en 2022.
Elle est située hors unité urbaine et hors attraction des villes,.

### Occupation des sols
L'occupation des sols de la commune, telle qu'elle ressort de la base de données européenne d’occupation biophysique des sols Corine Land Cover (CLC), est marquée par l'importance des territoires agricoles (95,1 % en 2018), une proportion identique à celle de 1990 (95,1 %). La répartition détaillée en 2018 est la suivante : 
terres arables (67,2 %), prairies (25,4 %), zones urbanisées (4,9 %), zones agricoles hétérogènes (2,6 %). L'évolution de l’occupation des sols de la commune et de ses infrastructures peut être observée sur les différentes représentations cartographiques du territoire : la carte de Cassini (XVIIIe siècle), la carte d'état-major (1820-1866) et les cartes ou photos aériennes de l'IGN pour la période actuelle (1950 à aujourd'hui).

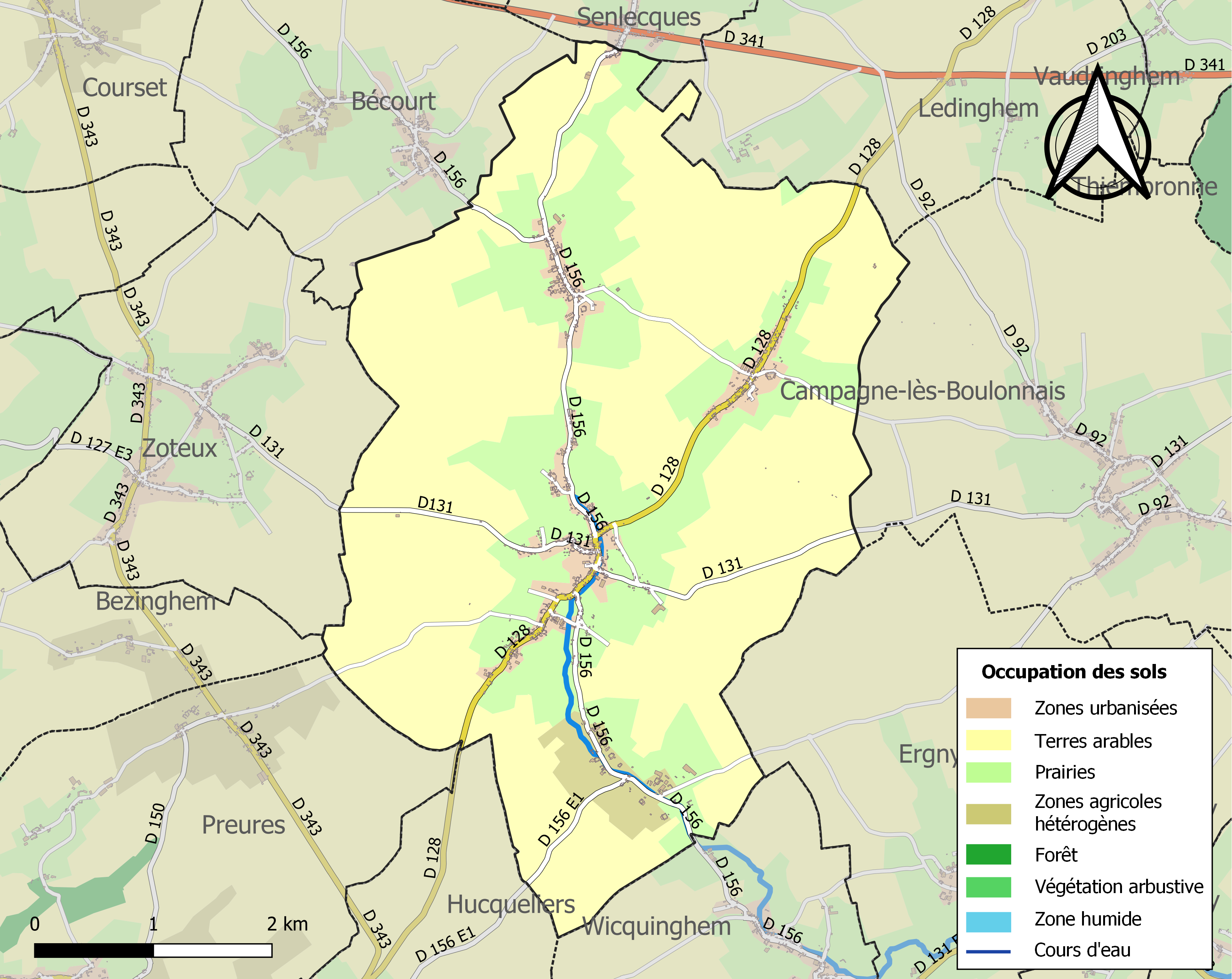
Carte des infrastructures et de l'occupation des sols de la commune en 2018 (CLC).

### Voies de communication et transports

#### Voies de communication
La commune est desservie par les routes départementales D 128, D 131 et D 156.

#### Transport ferroviaire
La commune était située sur la ligne de chemin de fer Aire-sur-la-Lys - Berck-Plage, une ancienne ligne de chemin de fer qui reliait dans le département du Pas de Calais, entre 1893 et 1955, Aire-sur-la-Lys à Berck.

### Risques naturels et technologiques

#### Risque inondation
La commune est reconnue en état de catastrophe naturelle à la suite des inondations et coulées de boue du 29 octobre 2012.
À la suite du passage des tempêtes Ciarán, Domingos et Elisa et des inondations et coulées de boue qui se sont produites, la commune est reconnue, par arrêté du 14 novembre 2023, en état de catastrophe naturelle pour inondations et coulées de boue sur la période du 2 au 12 novembre 2023, comme 179 autres communes du département.

## Toponymie
Le nom de la localité est attesté sous les formes Bortheem (811), Burthem (857), Burtes (1069), Bortes (1119), Burthes (1157), Bourthez (XVe siècle), Bourthes (v. 1512), Bourthes depuis 1793 et 1801.
Du germanique burthim, pluriel de burthi « naissance ». Il s'agit ici de la naissance, de la « source » de l'Aa, fleuve côtier qui « naît » à quelques centaines de mètres du bourg. La forme de 857 contient un suffixe germanique -heim, -hem, signifiant « village », qui par la suite aurait disparu. Le sens de Bourthes est donc « village de la source ».
Bourthe en picard et Boorte en flamand.

## Politique et administration

### Découpage territorial
La commune se trouve dans l'arrondissement de Montreuil du département du Pas-de-Calais, depuis 1801.

#### Commune et intercommunalités
La commune est membre de la communauté de communes du Haut Pays du Montreuillois qui regroupe 49 communes et compte 15 703 habitants en 2021.

#### Circonscriptions administratives
La commune est rattachée au canton de Hucqueliers de 1801 à 2014, puis, depuis 2015 au canton de Lumbres.

#### Circonscriptions électorales
Pour l'élection des députés, la commune fait partie de la quatrième circonscription du Pas-de-Calais.

### Élections municipales et communautaires

#### Liste des maires
| Période                                  | Période                        | Identité          | Étiquette | Qualité      |
| ---------------------------------------- | ------------------------------ | ----------------- | --------- | ------------ |
| Les données manquantes sont à compléter. |                                |                   |           |              |
| mars 2001                                | mai 2020                       | Jean-Pierre Carlu |           |              |
| 26 mai 2020                              | En cours (au 27 décembre 2020) | Estelle Doutriaux |           | Professeure, |

## Équipements et services publics

### Espaces publics
La commune est labellisée « 1 fleur » au concours des villes et villages fleuris.

### Justice, sécurité, secours et défense
La commune dépend du tribunal de proximité de Montreuil, du conseil de prud'hommes de Boulogne-sur-Mer, du tribunal judiciaire de Boulogne-sur-Mer, de la cour d'appel de Douai, du tribunal de commerce de Boulogne-sur-Mer, du tribunal administratif de Lille, de la cour administrative d'appel de Douai et du tribunal pour enfants de Boulogne-sur-Mer.

## Population et société

### Démographie
Les habitants de la commune sont appelés les Bourthois.

#### Évolution démographique
L'évolution du nombre d'habitants est connue à travers les recensements de la population effectués dans la commune depuis 1793. Pour les communes de moins de 10 000 habitants, une enquête de recensement portant sur toute la population est réalisée tous les cinq ans, les populations de référence des années intermédiaires étant quant à elles estimées par interpolation ou extrapolation. Pour la commune, le premier recensement exhaustif entrant dans le cadre du nouveau dispositif a été réalisé en 2008.

En 2022, la commune comptait 851 habitants, en évolution de −1,73 % par rapport à 2016 (Pas-de-Calais : −0,72 %, France hors Mayotte : +2,11 %).
| 1793  | 1800  | 1806  | 1821  | 1831  | 1836  | 1841  | 1846  | 1851  |
| ----- | ----- | ----- | ----- | ----- | ----- | ----- | ----- | ----- |
| 1 057 | 1 187 | 1 023 | 1 086 | 1 090 | 1 128 | 1 067 | 1 064 | 1 034 |

| 1856 | 1861  | 1866  | 1872  | 1876  | 1881 | 1886 | 1891  | 1896 |
| ---- | ----- | ----- | ----- | ----- | ---- | ---- | ----- | ---- |
| 956  | 1 032 | 1 064 | 1 053 | 1 046 | 945  | 942  | 1 001 | 936  |

| 1901 | 1906 | 1911 | 1921 | 1926 | 1931 | 1936 | 1946 | 1954 |
| ---- | ---- | ---- | ---- | ---- | ---- | ---- | ---- | ---- |
| 895  | 905  | 923  | 796  | 770  | 743  | 704  | 731  | 702  |

| 1962 | 1968 | 1975 | 1982 | 1990 | 1999 | 2006 | 2008 | 2013 |
| ---- | ---- | ---- | ---- | ---- | ---- | ---- | ---- | ---- |
| 697  | 676  | 722  | 703  | 629  | 545  | 646  | 675  | 848  |

| 2018 | 2022 | - | - | - | - | - | - | - |
| ---- | ---- | - | - | - | - | - | - | - |
| 840  | 851  | - | - | - | - | - | - | - |

#### Pyramide des âges
En 2018, le taux de personnes d'un âge inférieur à 30 ans s'élève à 38,9 %, soit au-dessus de la moyenne départementale (36,7 %). À l'inverse, le taux de personnes d'âge supérieur à 60 ans est de 21,5 % la même année, alors qu'il est de 24,9 % au niveau départemental.
En 2018, la commune comptait 397 hommes pour 443 femmes, soit un taux de 52,74 % de femmes, légèrement supérieur au taux départemental (51,5 %).
Les pyramides des âges de la commune et du département s'établissent comme suit.
| Hommes | Classe d’âge | Femmes |
| ------ | ------------ | ------ |
| 1,0    | 90 ou +      | 0,9    |
| 7,1    | 75-89 ans    | 9,0    |
| 13,1   | 60-74 ans    | 12,0   |
| 17,4   | 45-59 ans    | 13,1   |
| 24,7   | 30-44 ans    | 24,2   |
| 12,6   | 15-29 ans    | 14,7   |
| 24,2   | 0-14 ans     | 26,2   |

| Hommes | Classe d’âge | Femmes |
| ------ | ------------ | ------ |
| 0,5    | 90 ou +      | 1,6    |
| 5,6    | 75-89 ans    | 8,9    |
| 16,7   | 60-74 ans    | 18,1   |
| 20,2   | 45-59 ans    | 19,2   |
| 18,9   | 30-44 ans    | 18,1   |
| 18,2   | 15-29 ans    | 16,2   |
| 19,9   | 0-14 ans     | 17,9   |

## Culture locale et patrimoine

### Lieux et monuments
- L'église Saint-Pierre.
- Le monument aux morts[38].
- La chapelle Sainte-Marthe du Catelet.

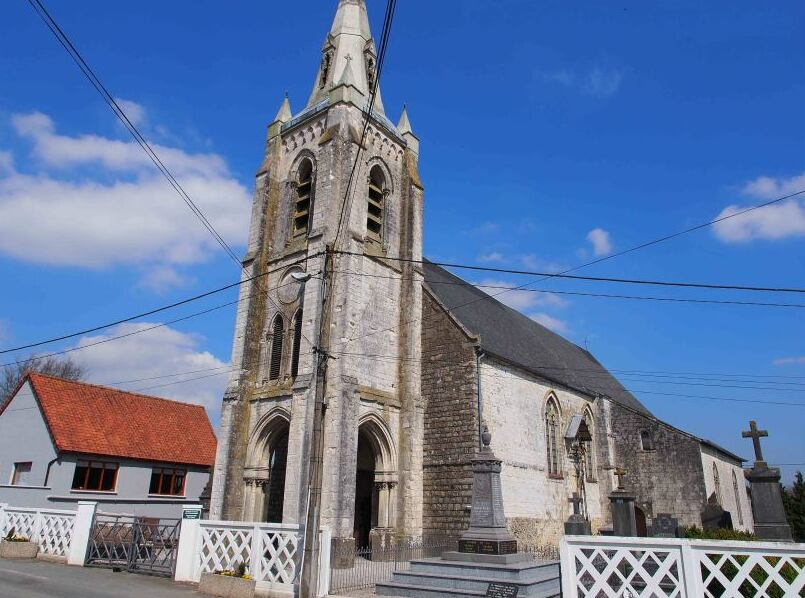
L'église Saint-Pierre.
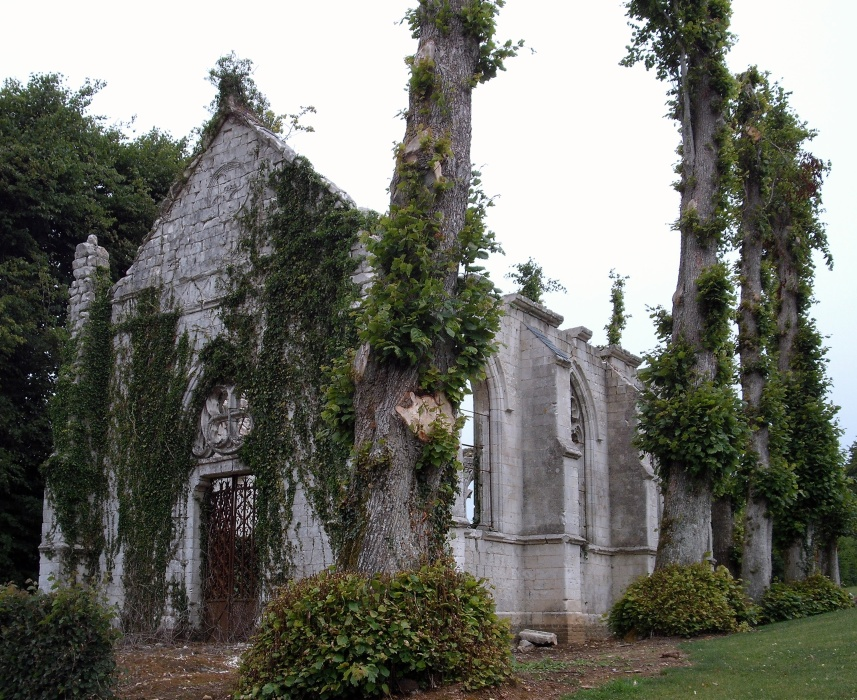
La chapelle.

### Héraldique
| Blason de Bourthes | Blason  | De gueules à l'épée basse d'argent, garnie d'or, posée en bande et accompagnée de deux aigles de sable.                        |
| Blason de Bourthes | Détails | Armes de la famille de Troismarquet, du nom du hameau des Trois Marquets, et anciens seigneurs du lieu. Adopté par la commune. |

## Pour approfondir

#### Bases de données, dictionnaires et encyclopédies
- Ressources relatives à la géographie :   - Insee (communes)
  - Ldh/EHESS/Cassini
- Ressource relative à plusieurs domaines :   - Annuaire du service public français
- Notices d'autorité :   - BnF (données)